# Article 148 de la Constitution belge
L'article 148 de la Constitution belge fait partie du titre III Des pouvoirs. Il consacre la publicité des audiences judiciaires.
Il date du 7 février 1831 et était à l'origine — sous l'ancienne numérotation — l'article 96. Il n'a jamais été révisé.

## Texte
« Les audiences des tribunaux sont publiques, à moins que cette publicité ne soit dangereuse pour l'ordre ou les mœurs ; et, dans ce cas, le tribunal le déclare par un jugement. 
En matière de délits politiques et de presse, le huis clos ne peut être prononcé qu'à l'unanimité. »

## Histoire
Le principe est de garantir la bonne tenue de la justice et le droit au procès équitable. Il se connecte avec l'article 149 de la Constitution qui impose le jugement public.
Pour certaines affaires, celles concernant la filiation, l'adoption, l'autorité parentale, la cohabitation légale ou le divorce, afin de garantir le respect de la vie privée, le huis-clos est de rigueur mais peut être levé par le juge.